# 선형 토기 문화
선형 토기 문화(線形土器文化, Linear Pottery culture)는 신석기시대 유럽의 주요한 고고학적 문화권의 하나로, 기원전 5500~4500년에 번성했다. 독일어 Linearbandkeramik를 번역한 것으로, 영어로 Linear Band Ware, Linear Ware, Linear Ceramics, Incised Ware culture 등의 다양한 이름으로 알려져 있으며 V. 고든 차일드의 다뉴브 1형 문화에 해당한다.
대부분의 문화적 증거는 다뉴브강 중류, 엘베강 상류와 중류, 라인강 상류와 중류에서 발견되었다. 이는 유럽에서의 농업의 초기 확산에 있어 중요한 시사점이 있다. 도자기는 손잡이가 없는 단순한 컵, 그릇, 병, 항아리로 구성되어 있으며, 후기 단계에서는 구멍이 뚫린 돌출부(lug), 받침, 목이 나타난다.